# 王顯 (北周)
王显，西魏、北周政治人物。

## 生平
王显小时候就聪敏有悟性，沉静少言。初为宇文泰帐内都督，历任奉车都尉、宁朔将军、车骑大将军、仪同三司、燕朔显蔚四州诸军事、燕州刺史，转任骠骑大将军、开府仪同三司、光禄卿、凤州刺史，赐爵洛邑县公，进位大将军。

## 家族
先祖乐浪人，祖父王羆，叔父王盟。宇文泰母亲明德皇后王氏的侄子。儿子王誼嗣爵。